# Чессадабодиндра
Нангклао, он же Рама III (Пораминтара Маха Чессадабодиндра или Пхра Нангклао Чаоюхуа (тайск. พระบาทสมเด็จพระนั่งเกล้าเจ้าอยู่หัว; 31 марта 1787 — 2 апреля 1851) — третий король Раттанакосина с (21 июля 1824 — 2 апреля 1851). Из династии Чакри.
Примечательна необычная преемственность трона в его случае: согласно традициям, на основании того, что он был сыном любовницы, а не королевы. Он опередил в праве на трон принца Монгкута, который был законным сыном Буддха Лоетла Нафалая, рождённым от королевы Шрисурьендра. Его вступление на престол было воспринято иностранными наблюдателями как узурпация законных прав принца Монгкута. Принц Монгкут отказался провозглашать себя королем, ибо он опасался, что его собственное воцарение может быть воспринято иностранными наблюдателями как узурпация власти.
Во время его правления военная гегемония Сиама могла наблюдаться через ряд массированных военных действий в Лаосе, Камбодже и Вьетнаме. Он был известен своей привязанностью к китайской культуре. Будучи молодым принцем, он был также известен как великий предприниматель, который провёл выгодные сделки с Китаем, чем обогатил королевское казначейство.
Во время правления Рамы III было построено около 50 храмов, а другие подверглись капитальному ремонту.

## Ранние годы
Принц Тхап (тайск. ทับ) родился в 1788 году в семье принца Итсарасунтхона (будущий король Рама II) и одной из его жен Шри Сулалай.
В 1809 году, после коронации Рамы II, принц Кшатриянучит (Мом Мен), выживший сын короля Таксина, поднял восстание с целью занять трон. Принцу Тхапу было поручено подавить восстание, что он и сделал. За компетентность в военных делах, отец присвоил принцу Тхапу титул Четсадабодин и был повышен до чиновничьего звания Кромма Муэн. Далее служил своему отцу в качестве Кромма Тха (министра торговли и иностранных дел). В должности Кромма Тха принц Тхап усиленными темпами начал развивать внешнюю торговлю. Храмы, которые он позже построил, характеризовались китайским влиянием. После частной аудиенции в 1822 году Джон Кроуфорд писал о принце, что «он, похоже, определенно сохранил характер, присвоенный ему в общественном мнении, как самый умный из всех принцев и вождей сиамского двора». Португальский консул заявил, что принц предложил ему крупную сумму денег, если он переведет с французского на португальский язык историю войн Наполеона с целью перевода на сиамский при помощи христианских переводчиков.

## Престолонаследие
В то время как принц руководил торговыми делами, его сводный брат принц Монгкут пошел по пути религии, став монахом в 1824 году. В том же году король Рама II внезапно умер, не назвав преемника вице-королю Маха Сенанураку, который умер 16 июля 1817 года. Согласно традициям королевской преемственности, вице-король или упараджа был предполагаемым наследником. Если бы такового не было, то преемника избирал бы специальный совет (сенабоди, тайск.  เสนาบดี), состоявший из высших должностных лиц, присутствовавших при смерти короля.
Иностранные наблюдатели, привыкшие к представлению о наследнике, ожидали, что на престол взойдет принц Монгкут. Однако собравшийся сенабоди посчитал принца Четсадабодина более компетентным, поскольку он много лет служил королю в ранге Кромма Тха. Его кандидатуру поддержали представители высокопоставленной знати.
Четсадабодин принял трон и был коронован в 1824 году. 21 июля 1824 года он назначил своего дядю, Сакдипхонласепа вице-королем, который скончался раньше короля (1 мая 1832 года), что привело к еще одному кризису престолонаследия. Четсадабодина посмертно получил имя Нангклао от Монгкута, который тем временем находился в церковном статусе, чтобы избежать козней королевской политики.

## Контакты с Западом
В период правления короля Рамы III Нангклао контакты с Западом возобновились. В 1822 году миссия агента Британской Ост-Индской компании Джона Кроуферда в Сиам заложила основу для просьбу британцев о поддержке Сиама во время первой англо-бирманской войне, разразившейся в 1824 году. Нангклао предоставил флот и слонов, чтобы они прорывались через бирманские леса. Он также послал армию для участия во вторжении в Бирму, поскольку британцы обещали Сиаму передать завоеванные земли. Пхрая Чумпорн распорядился о принудительном переселении в Мьей (обычная практика в Юго-Восточной Азии в отношении недавно завоеванных земель), которые были завоеваны британцами. Британцы были разочарованы действиями Пхрая Чумпорна, и военные действия усилились. Нангклао приказал своей армии уйти, чтобы избежать дальнейшего конфликта.
В 1825 году дипломат британской Ост-Индской компании Генри Берни прибыл в Сиам для заключения мирных соглашений. Бёрнийские соглашения было первым договором с Западом в период Раттанакосин. Его целью было установить свободную торговлю в Сиаме и значительно снизить налоги на иностранные торговые суда.
В 1833 году «специальный агент» и посланник президента США Эндрю Джексона Эдмунд Робертс, часто ссылаясь на отчет Кроуферда, заключил сиамско-американский договор о дружбе и торговле, подписанный в Бангкоке 20 марта 1833 года. Этот договор с более поздними изменениями остается в силе. Американский миссионер и врач Дэн Бич Брэдли ввел в Сиам акушерство, полиграфию и вакцинацию.

## Восстание Анувонга
Три лаосских королевства (Лансанг во Вьентьяне, Луангпхабанг и Тямпасак) стали подчиняться Сиаму после того, как король Рама I завоевал их в 1778 году. Анувонг, сын короля Вьентьяна Онг Буна, был взят в плен и отправлен в Бангкок. Он провел почти тридцать лет в Сиаме и участвовал вместе с сиамскими войсками в войнах с Бирмой. В 1805 году Анувонг вернулся во Вьентьян, чтобы стать королем.
В 1824 году умер король Рама II, а в следующем году Сиам был втянут в конфликты с Британской империей. Анувонг увидел в этом возможность укрепить свою власть. В 1825 году, возвращаясь с похорон короля Рамы II, Анувонг собрал большие силы и перешел в наступление. Победив по пути вассальные княжества Бангкока, Анувонг захватил Корат в 1827 году, главный оборонительный оплот Сиама на северо-востоке. Во время марша в Сарабури, на подходе к столице Бангкоку, население города Корат было интернировано. Однако пленники Кората взбунтовались – по слухам, по подстрекательству Я-Мо, которая была женой вице-губернатора провинции Накхонратчасима – хотя этому утверждению возражают многие историки, которые утверждают, что Я-Мо не сыграла героической роли в этих событиях, хотя в рассказе современников упоминается ее поступок. Когда Бангкок собрал войска для перехода в контратаку, Анувонг отступил и вернулся во Вьентьян.
Нангклао послал своего дядю Маха Сакди Полсепа и Синг Сингхасени (в то время называемый Пхрая Ратчасупхавади), чтобы победить армии Анувонга в Исане. Анувонг потерпел поражение и бежал во Вьетнам. Сиамцы захватили Вьентьян и приказали эвакуировать город.
В 1827 году король Нангклао приказал полностью разрушить Вьентьян. Анувонг вернулся в Лаос с вьетнамскими войсками. Пхрая Ратчасупхавади повел сиамские войска в бой: основное сражение произошло в Нонгкхае. Анувонг снова потерпел поражение и после попытки бежать попал в плен. Вьентьян был разрушен, положив конец ее 200-летнему правлению, и перестал быть королевством. Анувонг был заключен в железную клетку перед Большим дворцом; он умер в 1829 году.

## Вьетнам и Камбоджа
В 1810 году внутренние конфликты между камбоджийскими принцами вынудили Анг Им и Анг Дуонг бежать в Бангкок. Из Камбоджи некоторые князья обратились к вьетнамскому императору Зя Лонгу за поддержкой против противостоящих князей. Однако Сиам воспринял это как предательство, поскольку две страны веками боролись за контроль над Камбоджей.
В 1833 году во Вьетнаме вспыхнуло восстание Ле Ван Кхоя против императора Нгуен Тхань-то. Предводитель повстанцев Ле Ван Кхой обратился за помощью к Сиаму. Король Нангклао намеревался воспользоваться этой возможностью, чтобы возвести на  камбоджийский трон просиамского монарха.
Пхрая Ратчасупхавади, получивший звание Чао Пхрая Бодиндеча, получил приказ захватить Сайгон. Дис Буннаг (министр иностранных дел) приказал флоту встретиться с сухопутными войсками в Сайгоне. Два камбоджийских принца, Анг Им и Анг Дуонг, также присоединились к экспедиции. Бодиндеча взял Удонг, а флот взял Бантеай Мас. Флот проследовал к Сайгону, но вьетнамские силы отбили атаку сиамского флота.
Затем Бодиндеча взял Пномпень и снова вторгся во Вьетнам по суше в 1842 году. В 1845 году вьетнамцы отбили Пномпень, но Бодиндеча смог защитить Удонг. В 1847 году, побуждаемые жестоким обращением императора Нгуен Хьен-то с христианскими миссионерами, французские войска вторглись во Вьетнам. Были начаты переговоры с Сиамом о прекращении боевых действий. Анг Зыонг был провозглашен камбоджийским монархом под равным покровительством Сиама и Вьетнама, что положило конец войне.

## Восстание Кедаха
В 1837 году умерла Шри Сулалай, мать Нангклао. Все официальные лица королевства отправились в Бангкок на ее похороны. В Сибури (ныне Кедах в Малайзии), в отсутствие сиамских губернаторов, племянник султана Кедаха поднял восстание. Затем, в 1838 году король Нангклао отправил Тат Буннага на юг, чтобы быстро подавить восстание. Тат Буннаг предложил автономное правительство для султаната Кедах. В 1839 году Кедах был разделен на четыре автономные части: собственно Кедах, Ситул, Перлис и Кубанг Пашу.

## Смерть и наследие
Король Нангклао умер 2 апреля 1851 года, не назвав своего преемника. У него было 51 детей, но не возвысил никого из своих супруг до статуса королевы. Трон перешел к его сводному брату принцу Монгкуту.
Находясь на смертном одре Нангклао заявил: «наши войны с Бирмой и Вьетнамом закончились, теперь осталась только угроза со стороны Запада. Мы должны изучать их нововведения для нашей собственной выгоды, а не до степени одержимости или поклонения». Это видение совпало с западным вмешательством в Сиам во время правления короля Монгкута, который был в состоянии предсказать, но не дожил до того, чтобы самому увидеть, как соседние королевства Бирма и Вьетнам падут под европейское колониальное господство.